# 草冠の姫
『草冠の姫』（くさかんむりのひめ）は、大島弓子による日本の漫画作品。およびそれを表題とした作品集。表題作は『別冊少女コミック』（小学館）1978年5月号に掲載された。作者のお気に入りの作の一つで、同時期より、『LaLa』で『綿の国星』シリーズの掲載が始まっている。作者が生と死の問題で感傷的になっていた季節に描かれたものだそうである。また、本作は『バナナブレッドのプディング』で提示されたテーマをクローズアップしたもので、1984年の『水枕羽枕』のテーマの原形でもある。

## あらすじ
5月のある日、J大学の学生で、学内のプレイボーイとして有名であり、両刀使いであるとも噂されている貴船は、自分のことを弁護する裾野桐子という後輩の女子学生に興味を持った。彼女を誘い、一夜を過ごそうとした彼は、その寝顔の無邪気さに思わず手を出さず、そのまま彼女の寝顔を見守ってしまったが、その後、桐子は彼との一夜の体験で妊娠したと言う。果たして彼女は、友人たちの噂するような「魔女」だったのか?

## 登場人物
貴船（きふね）
主人公。J大学の3年生。母親が40の時に生まれた末子で、唯一の男子。姉たちとは20歳ほど年が離れている。父母を祖父母と呼び、孫の一人になりすますことで自由気儘な生活を送っている。同学年の女子が噂するように、男女両方と広く浅くつきあっており、教授と寝て単位を貰うようないいかげんな性格であるが、一晩の相手のつもりであった桐子のことを、次第に心から気にかけるようになる。
『いちご物語』の日向温のキャラクターを発展させ、主人公に格上げしたものである。
裾野桐子（すその きりこ）
もう一人の主人公。19歳。貴船曰く、顔と服装がマッチしていない。日によって嗜好が変わり、交際相手をノイローゼにさせている。シスターコンプレックスを抱えており、16年前に姉が選んだ時計の音に恐怖し、貴船の家へやってきて、一夜を過ごすが、ブランデーを一気のみして、気絶する。その時の「体験」で妊娠したと貴船に告げ、彼を驚かす。
桐子の姉
駆け落ちをし、父親より勘当されていたが、のちに相手と別れ、アジアで難民のために働くことを決意し、子供を堕胎している。桐子の行動規範に大きな影響を及ぼしている。
桐子の姉の恋人
ひげもじゃの男で、貴船は桐子の子供が彼とのものだという勘違いをした。
貴船の友人
桐子と交際していたが、その支離滅裂な思考についてゆけず、ノイローゼになり、彼女と別れた。

## 解説
- 藤本由香里は、この物語を『ダリアの帯』と比較し、同様に子供へのこだわりを持つ女性に対して、男性が逃げずに立ち向かってゆく話であると評し、こちらは想像妊娠ではなるが、おなかの中の子供を男性が引き受け、守る存在になる話でもあると述べている[4]。

## 同時収録作品（サンコミックス・ストロベリーシリーズ）

### ハイネよんで
『別冊少女コミック』1976年11月号に掲載。
形代一郎は妻とともに、Y県の山中で原始林の中で滅び行く動物の生態の研究をしていたが、その折りに鹿に育てられたと思われる14、5歳の野生児を拾う。「次郎」と名付けたその少年に、一郎は妻の添子のものとは違う、別のいとおしさを感じるようになってゆく。

### ヨハネがすき
『別冊少女コミック』1976年1月号に掲載。

### いたい棘いたくない棘
『mimi』1977年2月号に掲載。
まもるは15歳になる中学生でありながら、小学生のころを回顧し、老人のような心境になっていた。ところがその毎日は、幼馴染みである3歳年長の須崎かほると再会し、一変する。二人は、同じ幼馴染みである西山海里に失恋し、心を閉ざしてしまっている、まもるの姉のモエコの心を開き、元の明るい性格に戻すべく奮闘するが、次第にまもるは自分の気づかなかった本心に向き合うことになる。

## 単行本
- 大島弓子傑作選『草冠の姫』サンリオ（1978年10月20日刊）
  - 収録作品 -『草冠の姫』・『まだ宵のくち』・『ハイネよんで』・『いたい棘いたくない棘』・『わたしはネプチューン』・『風車』・『リベルテ♥144時間』
- 『草冠の姫』朝日ソノラマ、サンコミックスストロベリーシリーズ（1982年10 月30日刊）
  - 収録作品 -『草冠の姫』・『ハイネよんで』・『ヨハネがすき』・『いたい棘いたくない棘』
- 『大島弓子選集第8巻  四月怪談』朝日ソノラマ（1986年1月31日刊）
  - 収録作品 -『ヒー・ヒズ・ヒム』・『草冠の姫』・『パスカルの群れ』・『たそがれは逢魔の時間』・『四月怪談』・『赤すいか黄すいか』・『雛菊物語』・『裏庭の柵をこえて』
- 『バナナブレッドのプディング』白泉社、白泉社文庫（1995年9月19日刊）
  - 収録作品 -『バナナブレッドのプディング』・『ヒー・ヒズ・ヒム』・『草冠の姫』・『パスカルの群れ』